# Fasciolosi

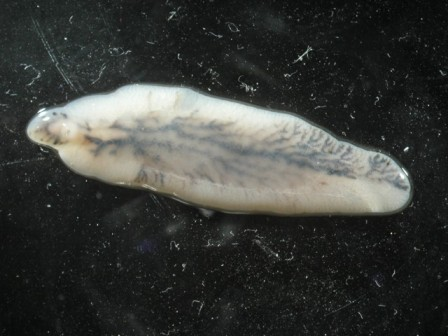
Fasciola hepatica

La fasciolosi o distomatosi hepàtica, és una helmintosi causada per dues espècies de trematodes digenis, Fasciola hepatica i Fasciola gigantica. Els adults es localitzen a la vesícula biliar o als conductes biliars del fetge. Es tracta d'una zoonosi, ja que afecta primàriament altres mamífers, però pot ser transmesa a l'ésser humà. La fascíola és pròpia d'Europa, Amèrica i Oceania, però a Àfrica i Àsia tenen presència totes dues espècies i la seva distribució se superposa en moltes àrees.
El cicle biològic dels paràsits involucra dos hostes, un d'ntermediari i un altre de definitiu. L'hoste intermediari és un gastròpode d'aigua dolça. El nombre de possibles hostes definitius és molt ampli i inclou el bestiar i molts altres mamífers herbívors, inclòs l'ésser humà.
Una estimació conservadora sobre la pèrdua de productivitat del bestiar a causa de la fasciolosi dóna la xifra de més de 3.200 milions de dòlars anuals a tot el món. A més, la fasciolosi es considera una malaltia humana emergent, i l'Organització Mundial de la Salut ha estimat que afecta 2,4 milions de persones i que altres 180 milions d'individus presenten risc d'infecció. També és considerada una de les malalties tropicals desateses, dins el grup de les Trematodosis transmeses per alimentació.